# Oxford Classical Texts
La Oxford Classical Texts (OCTs) chiamata anche Scriptorum Classicorum Bibliotheca Oxoniensis è una collana di libri pubblicata dalla Oxford University Press.

## Struttura
Contiene testi della letteratura greca e latina in lingua originale e con apparati critici.
Fino al 1990 venivano scritte in latino anche la prefazione e le note al testo; da quell'anno, però, con l'edizione di Sofocle curata da Lloyd-Jones e da Wilson, questa tradizione è andata cambiando e benché le note continuino ad essere scritte in latino, la prefazione e l'introduzione sono in inglese.
Il termine Oxoniensis è una abbreviazione usata per denotare un singolo volume della collana (editio Oxoniensis).